# Jairo Quinteros
Jairo Quinteros Sierra (ur. 7 lutego 2001 w Santa Cruz) – boliwijski piłkarz z obywatelstwem hiszpańskim występujący na pozycji środkowego obrońcy, reprezentant Boliwii, od 2023 roku zawodnik Bolívaru.
Urodził się w Boliwii, jednak jako dziecko wyemigrował z rodzicami do Hiszpanii.